# 横浜市交通局1600型電車
横浜市交通局1600型電車（よこはましこうつうきょく1600がたでんしゃ）は、かつて横浜市交通局が所有していた路面電車である横浜市電の電車である。

## 概要・運用
1957年に滝頭車庫に併設されていた局工場で2軸車の改造名義により製造が行われた、横浜市電最後の増備車。運転台上部の大型通風機、直接制御方式など大半の機器はそれまで製造が行われていた1150型と同じ構造が引き続き採用されたが、車体構造が大きく変更され、扉配置がそれまでの車体前後から車体側面の前方・中央の左右非対称に改められた。4枚折戸式の自動扉が採用された他、車内の室内灯は蛍光灯・ライトライン方式が用いられた。前面についても1150型の2枚窓から中央部に大型窓、左右に開閉可能な小窓が設置された3枚窓へと変更され、方向幕も大型化され中央窓の上部に配置された。
運転台下部の中梁に空気ブレーキ用の空気溜を兼ねた鋼管を用いており、車体の軽量化と床下面積の有効活用に貢献した。台車は1500型に用いられた防振台車を改良した日立製作所製のKL-21D型が用いられている。
製造後は2両ずつ滝頭、麦田、生麦の各車庫に配置されたが、他車と異なる扉配置は車掌など乗務員からの評判は芳しくなかった。1967年に実施されたワンマン化改造の対象から外され、1970年までに全車とも廃車された。他の横浜市電の車両同様他社の路面電車路線へ譲渡される事は無かったが、2019年現在1601が横浜市電保存館に静態保存されている。

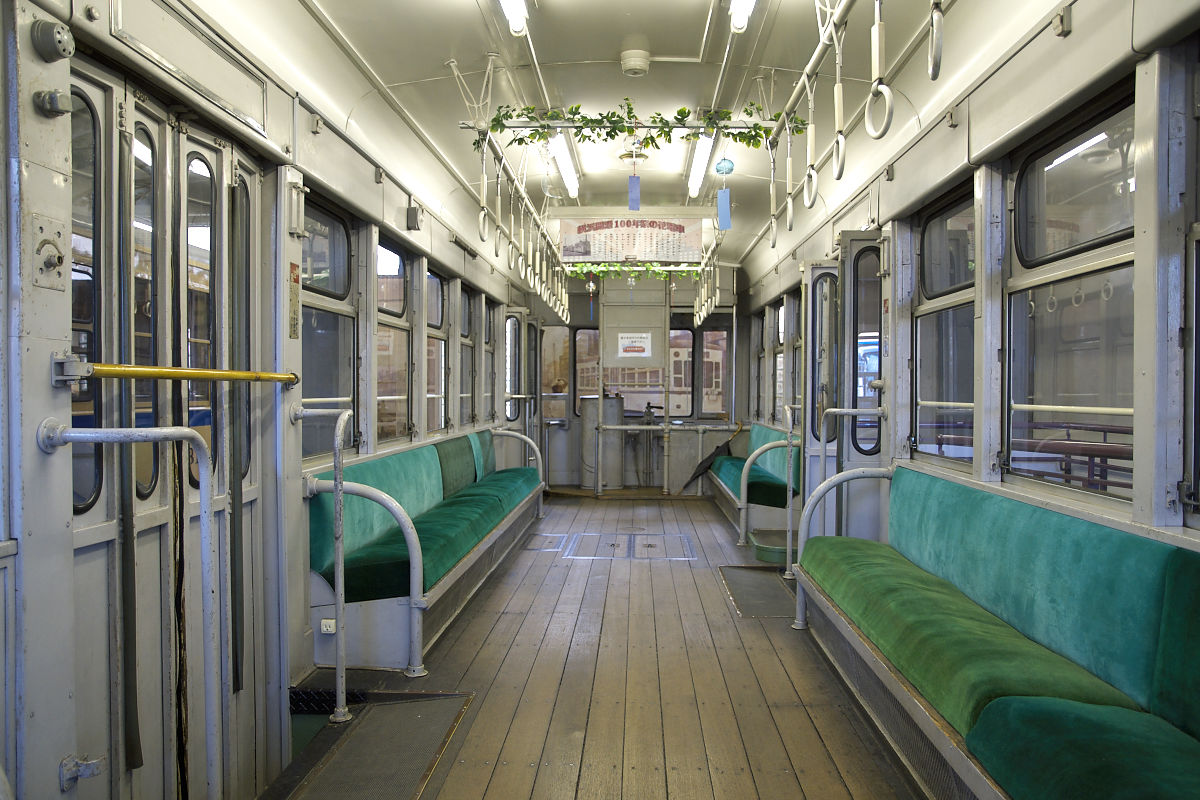
車内の様子